# Alphonzo Bell
Alphonzo Edward Bell Sr. (Los Angeles, 29 settembre 1875 – Los Angeles, 27 dicembre 1947) è stato un imprenditore e tennista statunitense.

## Biografia
Bell risiedette per tutta la vita a Los Angeles la cui famiglia aveva profondi legami finanziari e storici nella zona, e giocò un ruolo chiave per lo sviluppo della California meridionale. Era figlio di James George Bell, che stabilì il Bell Station Ranch (ora sito della città di Bell), nell'area di Santa Fe Springs nel 1875, e di Susan Albiah Hollenbeck. Suo zio, Ed Hollenbeck, arrivato in California negli anni '50 dell'Ottocento, fondò la First National Bank, e ciò diede sviluppo alla parte orientale della contea di Los Angeles. Nel 1923 fondò Bel Air.
Dopo aver frequentato il College presbiteriano di San Enselmo per due anni, Bell si iscrisse all'Occidental College, fondata dal padre nel 1887, e si laureò col il punteggio massimo nella sua classe nel 1895. Nel 1902 sposò Minnewa Shoemaker Bell, nativa del Kansas.
Il figlio di Bell, Alphonzo E. Bell, Jr., fu per lungo tempo membro al Congresso della California mentre la figlia di Bell, Minnewa Bell Gray Burnside Ross, sposò Elliott Roosevelt, figlio del presidente Franklin D. Roosevelt, nel 1951.

### Carriera tennistica
Durante gli anni del college, Bell praticò tennis riuscendo ad ottenere discreti successi. Partecipò varie volte ai Pacific Coast Championships e conquistò il torneo singolare nel 1903. L'anno successivo, prese parte ai Giochi olimpici di Saint Louis 1904, dove vinse la medaglia di bronzo nel torneo singolare e la medaglia d'argento nel torneo di doppio con Robert LeRoy.

## Palmarès
In carriera ha conseguito i seguenti risultati:
- Giochi olimpici

St. Louis 1904: una medaglia d'argento nel doppio e una medaglia di bronzo nel singolare.